# Premio Astounding per il miglior nuovo scrittore
Il premio Astounding per il miglior nuovo scrittore (fino al 2019 premio John Wood Campbell per il miglior nuovo scrittore) è assegnato annualmente all'autore della migliore opera di fantascienza o fantasy la cui opera prima sia stata edita su una pubblicazione professionale nei due anni precedenti.
Il premio fino al 2019 è stato dedicato alla memoria di John W. Campbell, famoso curatore editoriale e scrittore di fantascienza. In seguito al dibattito nella comunità fantasy e fantascientifica scatenato dal discorso di accettazione di Jeanette Ng, che definì Campbell "fascista" lo sponsor del premio (la rivista Analog Science Fiction and Fact) decise di cambiare il suo nome in "Astounding Award for Best New Writer" ("Premio Astounding per il miglior nuovo scrittore").. Astounding Stories è il primo nome di Analog.
Tale premio non deve essere confuso con il premio John Wood Campbell Memorial che viene assegnato al miglior romanzo di fantascienza edito in un determinato anno. I due premi sono gestiti da due differenti organizzazioni e non sono collegati.
La gestione, la scelta dei nominati e del vincitore è effettuata nell'ambito del comitato organizzatore del Worldcon (gli stessi che gestiscono il premio Hugo) e durante la manifestazione è effettuata la premiazione.

## Lista dei premiati
- 1973 - Jerry Pournelle
- 1974 - ex aequo: Spider Robinson, Lisa Tuttle
- 1975 - P. J. Plauger
- 1976 - Tom Reamy
- 1977 - C. J. Cherryh
- 1978 - Orson Scott Card
- 1979 - Stephen R. Donaldson
- 1980 - Barry B. Longyear
- 1981 - Somtow Sucharitkul
- 1982 - Alexis A. Gilliland
- 1983 - Paul O. Williams
- 1984 - R. A. MacAvoy
- 1985 - Lucius Shepard
- 1986 - Melissa Scott
- 1987 - Karen Joy Fowler
- 1988 - Judith Moffett
- 1989 - Michaela Roessner
- 1990 - Kristine Kathryn Rusch
- 1991 - Julia Ecklar
- 1992 - Ted Chiang
- 1993 - Laura Resnick
- 1994 - Amy Thomson
- 1995 - Jeff Noon
- 1996 - David Feintuch
- 1997 - Michael A. Burstein
- 1998 - Mary Doria Russell
- 1999 - Nalo Hopkinson
- 2000 - Cory Doctorow
- 2001 - Kristine Smith
- 2002 - Jo Walton
- 2003 - Wen Spencer
- 2004 - Jay Lake
- 2005 - Elizabeth Bear
- 2006 - John Scalzi
- 2007 - Naomi Novik
- 2008 - Mary Robinette Kowal
- 2009 - David Anthony Durham
- 2010 - Seanan McGuire
- 2011 - Lev Grossman
- 2012 - E. Lily Yu
- 2013 - Mur Lafferty
- 2014 - Sofia Samatar
- 2015 - Wesley Chu
- 2016 - Andy Weir
- 2017 - Ada Palmer
- 2018 - Rebecca Roanhorse
- 2019 - Jeanette Ng
- 2020 - R. F. Kuang[3]
- 2021 - Emily Tesh[4]
- 2022 - Shelley Parker-Chan[5]
- 2023 - Travis Baldree[6]
- 2024 - Xiran Jay Zhao[7]
- 2025 - Moniquill Blackgoose[8]